# Bitwa o krater

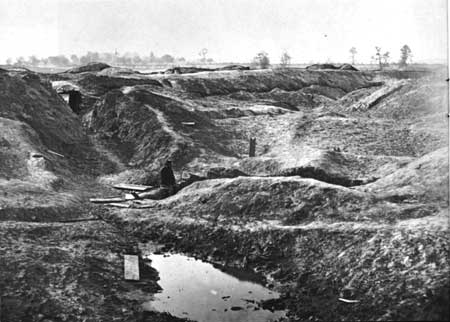
Krater po wybuchu miny 30 lipca 1864

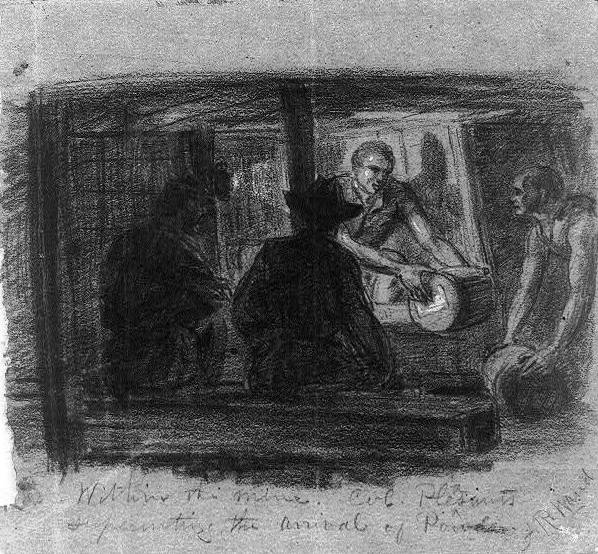
Ppłk Pleasants nadzoruje minowanie pozycji

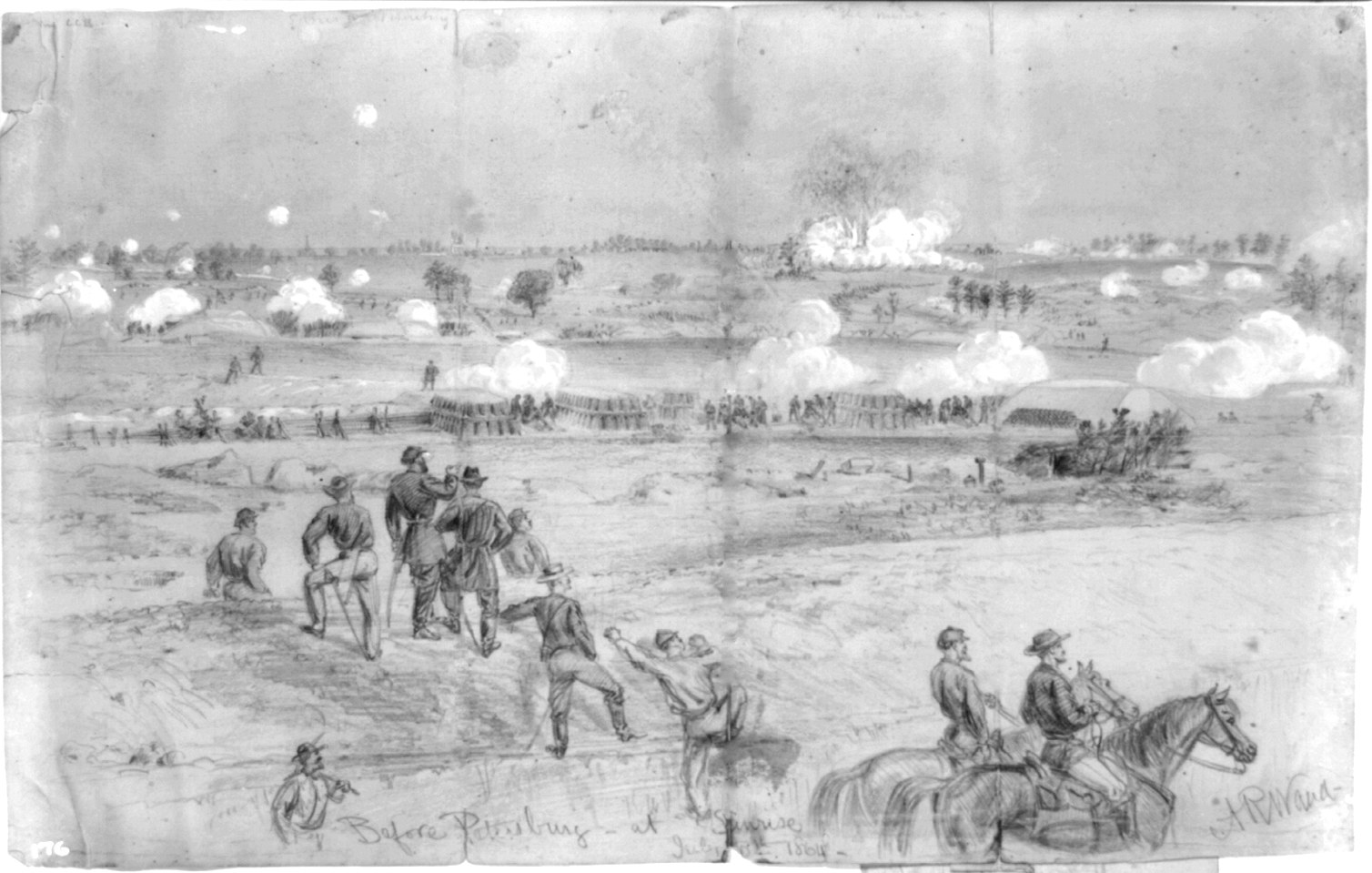
Rys. przedstawia wybuch widziany przez unionistów

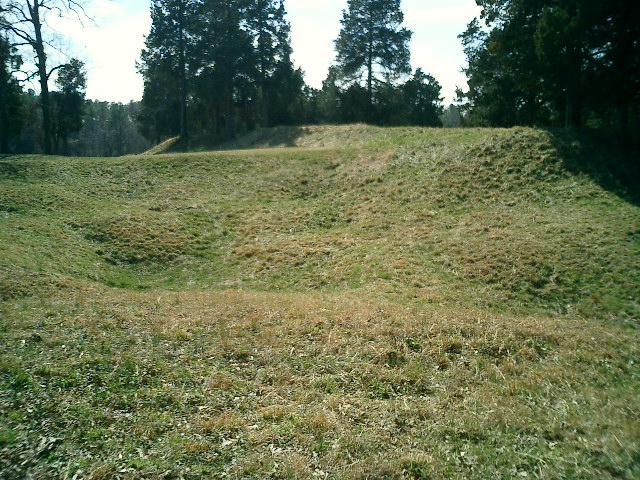
Krater w 2004 roku

Bitwa o krater – bitwa stoczona w trakcie amerykańskiej wojny secesyjnej, podczas oblężenia Petersburga, 30 lipca 1864 roku. Stronami konfliktu były konfederacka Armia Północnej Wirginii dowodzona przez generała Roberta E. Lee oraz federalna Armia Potomaku, dowodzona przez generała mjra George’a G. Meade (pod bezpośrednim nadzorem głównodowodzącego, generała armii Ulyssesa S. Granta).
Po tygodniach przygotowań, 30 lipca saperzy sił federalnych zdetonowali minę na odcinku IX Korpusu gen. mjra Ambrose’a E. Burnside’a, tworząc potężną wyrwę w linii umocnień Petersburga. Mimo tak pomyślnego rozpoczęcia akcji wszystko obróciło się przeciw atakującym unionistom. Oddział za oddziałem wdzierały się do krateru i ponosiły klęskę. Konfederaci bardzo szybko pozbierali się, przypuszczając serię kontrataków pod wodzą gen. mjra Williama Mahone’a. Wyłom obrońcy obsadzili ponownie, a siły federalne zostały odparte z wielkimi stratami. Afroamerykańska dywizja gen. bryg. Edwarda Ferrero została zdziesiątkowana. Atak ten według Granta miał doprowadzić do zakończenia oblężenia. Skutkiem niepowodzenia żołnierze spędzili następnych dziewięć miesięcy na prowadzeniu uciążliwych działań pozycyjnych. Burnside’a ukarano za nieudolność odebraniem dowodzenia.

## Podłoże
Podczas oblężenia obie armie zbudowały skomplikowany system umocnień ziemnych (szańców, redut i okopów) o ponad 30-kilometrowej długości, rozciągających się od dawnego pola bitwy pod Cold Harbor w pobliżu Richmondu aż daleko na południe za Petersburgiem.
Od czasu, gdy Lee odrzucił Granta podczas jego pierwszej próby zdobycia Petersburga 15 czerwca, doszło do typowych walk pozycyjnych. Grant, po nauczce, jaką otrzymał pod Cold Harbor, próbując atakować frontalnie umocnione pozycje przeciwnika, musiał zaprzestać gwałtownych działań, do czego zmuszały go reduty i okopy żołnierzy Lee. W pewnym momencie jednak ppłk Henry Pleasants, dowódca 48 pensylwańskiego pułku piechoty ze składu IX Korpusu gen. mjra Burnside’a, przedstawił nowatorskie rozwiązanie problemu.
Pleasants, z wykształcenia inżynier górnik z Pensylwanii, zaproponował wykopanie długiego tunelu w kierunku konfederackich okopów i założenie potężnej miny pod umocnieniami fortu Elliott’s Salient, na odcinku obrony Pierwszego Korpusu konfederatów. Gdyby pomysł udało się zrealizować, wszyscy obrońcy w rejonie wybuchu zostaliby zabici, a co więcej, w linii umocnień konfederackich powstałaby znaczna przerwa. Gdyby wystarczająco duże siły unionistów wdarły się w tę przerwę w możliwie krótkim czasie i wyszły na tyły konfederatów, ci ostatni nie byliby w stanie jednocześnie bronić głównej linii i wydzielić sił zdolnych wyprzeć atakujących poza okop; Petersburg musiałby upaść. Burnside poparł pomysł Pleasantsa. Widział w nim bowiem szansę na odzyskanie zaufania przełożonych po dotkliwej porażce w I bitwie pod Fredericksburgiem i równie złej postawie w stoczonej zaledwie przed miesiącem bitwie pod Spotsylvanią.

## Podkładanie miny
Kopanie tunelu rozpoczęto pod koniec czerwca, ale zarówno Grant, jak i Meade wątpili w powodzenie akcji, uznając, że daje ona jedynie żołnierzom tymczasowe zajęcie. Szybko stracili zainteresowanie projektem. W rezultacie Pleasants stanął wobec braków zaopatrzenia, szczególnie drewna potrzebnego do stemplowania tunelu. Prace postępowały jednak naprzód. Urobek wydobywano ręcznie, pakowano w zaimprowizowane sanie i przeciągano tunelem, którego strop, ściany i podłoga były wyłożone deskami z opuszczonego tartaku i rozebranego w tym celu starego, zadaszonego mostu. Część desek wykorzystano do budowy przedłużanego wraz z postępem prac kanału wentylacyjnego, który dostarczał do tunelu świeże powietrze. Problem wentylacji został rozwiązany niezwykle pomysłowo: zbudowano system działający na zasadzie podobnej do dzisiejszych kominów słonecznych. Pod jedynym szybem wentylacyjnym tunelu palono ognisko ogrzewające znajdujące się tam powietrze i powodujące powstanie ciągu kominowego, który zasysał powietrze z wejścia do tunelu. Powstałe podciśnienie wymuszało przepływ świeżego powietrza drewnianym kanałem na czoło tunelu. W ten sposób uniknięto budowy dodatkowych – widocznych dla nieprzyjaciela – szybów wentylacyjnych i znakomicie przyspieszono prace wydobywcze. 17 lipca tunel sięgnął konfederackich pozycji.
Pogłoski o minie wkrótce dotarły do konfederatów. Początkowo Lee nie dawał im wiary i nie podejmował żadnych działań aż do pierwszych dni lipca, kiedy to został ostrzeżony przez płk. Alexandra. Jednak nawet wówczas konfederatom nie udało się zlokalizować tunelu Pleasantsa. Generał John Pegram, którego baterie znajdowały się nad przypuszczalnym miejscem zdetonowania miny, potraktował pogłoski poważnie i – na wszelki wypadek – zbudował nowe okopy oraz stanowiska artyleryjskie na tyłach.
Tunel miał kształt litery „T”. Część dobiegowa miała 170 metrów długości i zaczynała się w zagłębieniu terenu, około 17 metrów poniżej konfederackich baterii, co znacznie utrudniało ewentualne wykrycie. Wejście do tunelu było wąskie i niskie (1 m szerokości i 1,5 m wysokości), ale dalej stawał się on dwukrotnie szerszy i o 40 cm wyższy. Na jego końcu znajdowała się prostopadła galeria, rozciągająca się na 25 metrów w obie strony. Grant i Meade w trzy dni po ukończeniu robót uznali, że warto wykorzystać tunel, na co niewątpliwy wpływ miała ich porażka w starciu nazwanym później I bitwą o Deep Bottom. Unioniści wypełnili galerię tunelu 320 beczułkami (około 3600 kilogramów) prochu. Ten ogromny ładunek wybuchowy znajdował się około 7 metrów pod umocnieniami konfederatów. Dla zwiększenia siły wybuchu, wolną przestrzeń w galerii i w głównym tunelu na długości 10 metrów wypełniono ziemią. 28 lipca założono i uzbrojono lonty.

## Starcie
O świcie 30 lipca Pleasants zapalił główny lont. Jednak – podobnie jak wcześniej, na etapie budowy tunelu – pomysłodawca został zlekceważony i otrzymał lonty kiepskiej jakości, które jego ludzie musieli łączyć z kawałków. Gdy po oczekiwanym czasie eksplozja nie nastąpiła, dwaj ochotnicy z 48 pułku wczołgali się do tunelu, stwierdzając, że lont zgasł na jednym z połączeń. Dodali oni nowy odcinek lontu i podpalili. Wreszcie, o 4.44 rano, nastąpiła eksplozja, wyrzucając w powietrze masy ziemi, ludzi i działa. Powstały krater (widoczny do dzisiaj) miał 60 metrów długości, 20 do 25 metrów szerokości i 10 metrów głębokości. 250–350 konfederackich żołnierzy padło ofiarą eksplozji; inni przez pewien czas nie byli zdolni do działania z powodu szoku.
Jednak cały plan został zaprzepaszczony przez Meade’ego już na dzień przed bitwą. Burnside miał rzucić do ataku dywizję złożoną z czarnoskórych żołnierzy pod wodzą gen. bryg. Edwarda Ferrero. Afroamerykanie przeszli szkolenie, zgodnie z którym mieli poruszać się po krawędzi krateru, a następnie uderzyć na oba skrzydła w celu poszerzenia wyłomu w liniach konfederackich. Zaraz za nimi miały uderzać dwie inne (białe) dywizje Burnside’a z zadaniem wsparcia ludzi Ferrero na skrzydłach i otwarcia drogi szybkiego marszu na Petersburg.
Meade uważał, że cała operacja nie ma szans powodzenia. Polecił on Burnside’owi wycofać Afroamerykanów z pierwszej linii, przypuszczając, że ponieśliby oni niepotrzebne straty, wywołując polityczne reperkusje na Północy. Burnside zaprotestował, ale Grant stanął po stronie Meade’ego. Wobec powyższego, Burnside nakazał uderzenie jednej z białych dywizji, przy czym o jej wyborze zadecydowało przeprowadzone wśród generałów losowanie. W ten sposób do ataku została wyznaczona 1 dywizja gen. bryg. Jamesa Ledlie’ego, który nie poinstruował swych oficerów o tym, jak należy przeprowadzić atak. Co więcej, po jego rozpoczęciu znajdował się daleko na tyłach, kompletnie pijany (został zdymisjonowany w trakcie bitwy).
Nieprzeszkolona dywizja Ledlie’go, zamiast okrążać krater, weszła wprost w masy poruszonej wybuchem ziemi, tracąc cenny czas na pokonanie terenu i stając się łatwym celem konfederatów, którzy na wezwanie gen. mjra Williama Mahone’go, ściągali ze wszystkich stron, szykując się do kontrataku. W ciągu godziny obsadzili krawędzie krateru i rozpoczęli strzelaninę, którą Mahone nazwał później „strzelaniem do indyków” (ang. Turkey shoot). Plan został zaprzepaszczony, ale Burnside, zamiast się wycofać, pchnął do ataku ludzi Ferrero. Ci, tak jak poprzednicy, weszli wprost do krateru i przez kilka następnych godzin żołnierze Mahone’a (wraz z posiłkami gen. mjra Bushroda Johnsona i artylerią) masakrowali żołnierzy IX Korpusu, którzy teraz nie marzyli o niczym innym, jak o ucieczce z krateru. Kilka oddziałów żołnierzy Unii zdołało zaatakować i oskrzydlić konfederatów na prawo od krateru, a nawet uderzyć na odwodowe linie przeciwnika w kilkugodzinnej walce na bagnety. Konfederaci Mahone’a kontratakowali, skutkiem czego umocnienia zostały odzyskane, a unioniści zepchnięci na pozycje wyjściowe.

## Po bitwie
Konfederaci potwierdzili śmierć 1032 swoich ludzi, podczas gdy straty unionistów obliczano na 5300, z czego połowę stanowili czarnoskórzy żołnierze z dywizji Ferrero. Konfederaci wzięli do niewoli 500 unionistów (w tym 150 Afroamerykanów). Ranni jeńcy, niezależnie od koloru skóry, zostali przewiezieni do konfederackiego szpitala Poplar Lawn w Petersburgu. Burnside został zdymisjonowany. Meade, który ponosił główną winę za przegraną Burnside’a, uniknął jakiejkolwiek kary.
Mimo że starcie było taktycznym zwycięstwem konfederatów, strategiczna sytuacja na wschodnim teatrze wojny nie uległa zmianie. Obie strony pozostały w okopach, a oblężenie trwało nadal.

## W sztuce
Film z roku 2003 Wzgórze nadziei, oparty na powieści Charlesa Fraziera, zawiera sceny przedstawiające przebieg bitwy o krater.